# Барщевский, Ян
Ян Барще́вский (пол. Jan Barszczewski; бел. Ян Баршчэўскі; 1794, Мураги, Полоцкий уезд, Витебская губерния, Российская империя — 28 февраля 1851, Чуднов, Житомирский уезд, Волынская губерния, Российская империя) — польский и белорусский писатель, поэт, издатель, один из основателей новой белорусской литературы.

## Биография

### Молодость
Родился в деревне Мураги Полоцкого уезда Витебской губернии (ныне Россонский район, Витебская область, Республика Беларусь)  в семье грекокатолического священника, предположительно принадлежавшей к обедневшему шляхетскому роду (застенковой шляхте). Учился в Полоцком иезуитском коллегиуме, где приобрёл известность стихотворца и чтеца, выступал с собственными орациями и стихами, в 1809 году написал поэму в классическом стиле «Пояс Венеры» (не сохранилась; язык, на котором было написано произведение, неизвестен, возможно польский или латынь). Студенческие каникулы чаще всего проводил в путешествиях по окрестностям озера Нещердо.
Благодаря своей склонности к поэтическим экспромтам, был желанным гостем на семейных торжествах деревенской шляхты. Первые известные стихи, написанные по-белорусски — «Дзеванька» («Девонька», посвящён любимой девушке, Максимович) и «Бунт хлопаў» («Бунт холопов»). Также занимался живописью — рисовал пейзажи и карикатуры, пользовавшиеся популярностью среди местных жителей.
После окончания Полоцкого коллегиума (в 1812 году преобразованного в академию) приблизительно в 1816 году, работал учителем и гувернёром в различных местах на малой родине. Путешествовал по Беларуси, собирал фольклор.

### Петербургский период
В середине 1820-х (скорее всего 1826 или 1827 году) переехал в Санкт-Петербург, где преподавал греческий и латинский языки в нескольких государственных заведениях, сам также изучал литературу древности. Исполняя поручения морского ведомства, побывал во Франции, Великобритании и Финляндии, путешествовал по Полотчине и Мстиславщине. В Петербурге познакомился с Адамом Мицкевичем, в 1839 году — с Тарасом Шевченко. Собственные романтические стихи Барщевского читатели оценивали без особого восторга, однако известно, что Мицкевич собственноручно помог поправить некоторые из них. Шевченко также критиковал стихи Барщевского за недостаточное количество в них народного элемента, призывал белорусских писателей служить крепостному народу и развивать молодую белорусскую литературу в демократическом направлении.
В 1840—1844 годах Барщевский вместе с другими членами литературного кружка, состоящего главным образом из выходцев из Белоруссии, занимался изданием ежегодного альманаха „Niezabudka“ («Незабудка») на польском языке. Поддерживал творческие связи с членами кружка и его корреспондентами — писателями Винцентом Давидом, Станиславом-Августом Ляховичем, журналистом и критиком Ромуальдом Подберезским, литературоведом и историком Юлианом Бартошевичем, художниками К. и Р. Жуковскими, фольклористом И. Храповицким, писателями Людвиком Штюрмером, В. Реутом, Тадеушом Лада-Заблоцким, Александром Грозой, Л. Гротом-Спасовским. Среди самых близких друзей Барщевского современники называли Г. Шепелевича, знакомого с поэтом ещё со времён учёбы в Полоцкой коллегии. Редколлегия журнала имела контакты с виленским «Демократическим обществом» (1836—1838), распространяла (через Ф. Лавцевича) запрещённые стихи.
На страницах «Незабудки» Барщевский печатал главным образом рассказы в стихах. От классицизма постепенно перешёл к романтизму. В 1843 году в журнале «Rocznik literacki» («Литературный ежегодник») впервые были напечатаны его белорусские стихи — «Дзеванька», «Гарэліца», возможно им обработанная (авторство полностью не доказано) народная песня «Зязюля» («Кукушка»).
В 1844—1846 годах издал своё главное произведение — книгу «Шляхтич Завальня, или Беларусь в фантастических рассказах» (тома 1—4, на польском языке, гравюры Р. Жуковского), отдельные части которого раньше печатались в журналах «Rocznik literacki» и «Athenæum». Материальную помощь в издании книг Барщевского оказал виленский литератор Александр Зданович. В журнале «Рубон» в 1847 году вышла вторая часть повести «Деревянный старичок и мадам Инсекта».

### Последние годы жизни
В 1846 (либо в 1847) году по приглашению польского писателя Генриха Ржевуского переехал в город Чуднов на Волыни. Поселился в доме графини Юлии Ржевуской (урождённой Грохольской), где также жил известный художник-график Наполеон Орда.
Барщевский поддерживал близкие дружеские отношения с польским поэтом и переводчиком К. Петровским и доктором Г. Кёлером, собирал материалы про археологические объекты, путешествовал. В 1849 в Киеве издал первую часть сборника «Проза и стихи» (на польском языке), куда вошли баллады, поэма «Жизнь сироты», повесть «Душа не в своём теле». В конце 1840-х заболел туберкулёзом и после продолжительной болезни умер. Похоронен в Чуднове. В 2019 году жителями города найдено надгробие писателя.

## Творчество

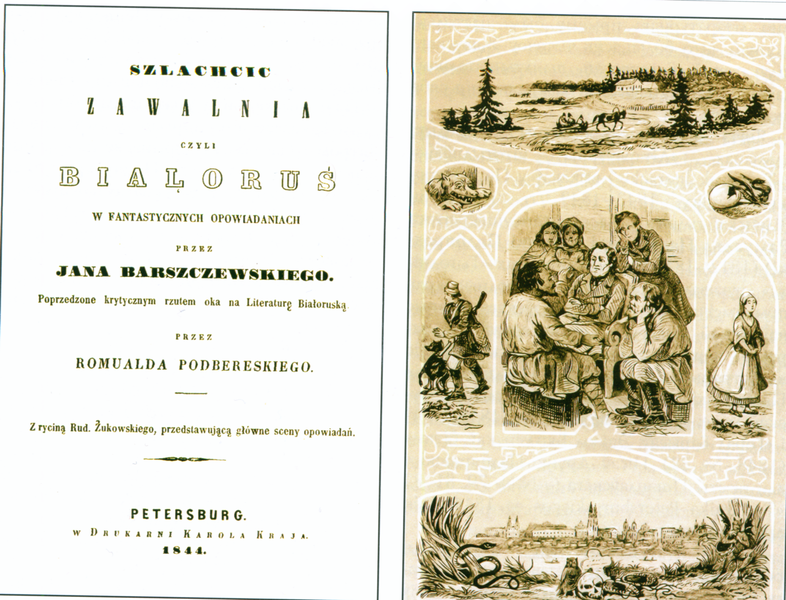
Титульный лист книги «Шляхтич Завальня» (художник Рудольф Жуковский)

Барщевский как поэт сложился под влиянием польского классицизма. Увлечение поэзией Мицкевича отразилось на его польских произведениях (поэма «Жизнь сироты», сонеты «Мелодии пилигрима»).
Основным творением автора является сборник фантастических произведений из жизни белорусской глубинки «Шляхтич Завальня, или Беларусь в фантастических рассказах» в 4-х томах (1844—1846). Произведения написаны под очевидным влиянием белорусского народного фольклора. Барщевский использовал сюжеты сказок и легенд «дикого северного края Беларуси», опоэтизировал родные места, в том числе и озеро Нещердо, около которого находилась деревня Мураги, где прошло его детство.
Рассказы Барщевского напоминают по своему мистическому настрою произведения Гоголя.

## Переводы и адаптации
Барщевский писал главным образом на польском языке. Сохранилось только три его произведения, написанных автором непосредственно по-белорусски. Несколько легенд из «Шляхтича Завальни…» были переведены и изданы в 1916 году в газете «Гомон» в Вильно. Полностью же произведение было переведено на современный белорусский Н. В. Хаустовичем и издано только в 1990 году. Вслед за этим творчество Яна Барщевского включено было в Беларуси в обязательную школьную программу.
В 1996 году с творчеством Я. Барщевского получил возможность познакомиться англоязычный мир, когда перевод одной из его сказок — «The Head Full of Screaming Hair» — был включен в сборник «The Dedalus Book of Polish Fantasy».
В 2008 году подготовлен был русский перевод Я. Барщевского, сделанный переводчиком-любителем, биологом  Д. О. Виноходовым, ныне профессором кафедры молекулярной биотехнологии Санкт-Петербургского государственного технологического института, ранее занимавшемся переводами произведений Дж. Р. Р. Толкиена.
По мотивам книги на киностудии «Беларусьфильм» в 1994 году был снят одноимённый фильм.

## Память
На берегу озера Нещердо в деревне Мураги Россонского района Витебской области стоит памятник одному из основоположников новой белорусской литературы, автору знаменитого произведения — «Шляхтич Завальня, или Беларусь в фантастических повествованиях» Яну Барщевскому. На каменной глыбе выгравированы слова «Самотныя думкi мае вяртаюцца ў гэты край». Ян Барщевский обошёл пешком здешние места, собирая легенды и предания «дикого северного края Беларуси», которые затем вошли во многие его произведения.

## Публикации
- Барщевский Ян. Шляхтич Завальня, или Беларусь в фантастических повествованиях Архивная копия от 20 января 2018 на Wayback Machine / Пер. с пол. и послесл. Д. О. Виноходова. — СПб.: ТИД «Амфора», 2010. — 414 с. — ISBN 978-5-367-01368-9.